# Jupiter LV
Jupiter LV, cunoscut provizoriu ca S/2003 J 18, este un satelit natural al lui Jupiter. A fost descoperit de o echipă de astronomi condusă de Brett J. Gladman în 2003.
Jupiter LV are aproximativ 2 kilometri în diametru și îl orbitează pe Jupiter la o distanță medie de 20,220 Gm în 587,38 zile, la o înclinare de 146° față de ecliptică (148° față de ecuatorul lui Jupiter), în direcție retrogradă și cu o excentricitate de 0.1048.
Aparține grupului Ananke, sateliți retrograzi neregulați care orbitează în jurul lui Jupiter între 22,8 și 24,1 Gm, cu înclinații de aproximativ 150-155°.

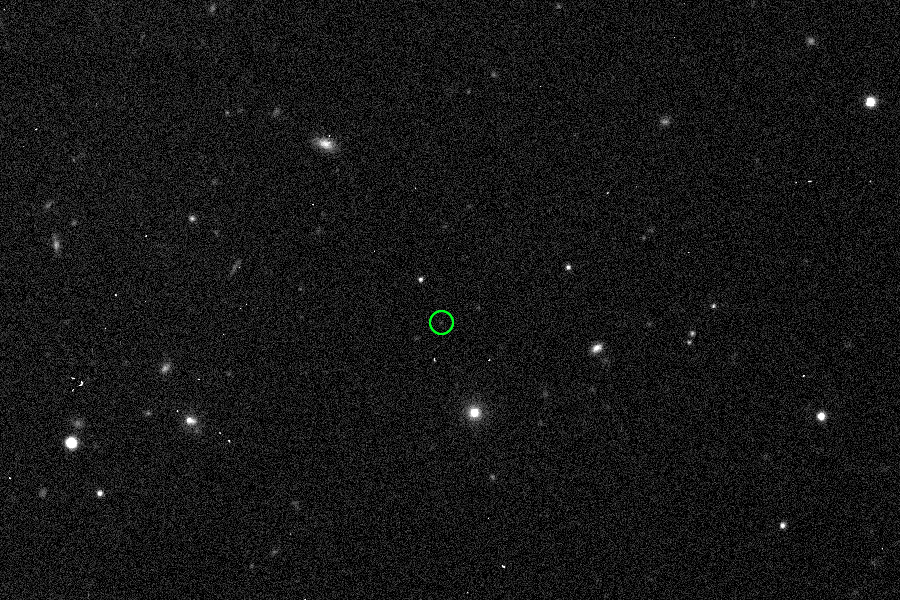
Imagine de recuperare a lui Jupiter LV pe 30 octombrie 2010 (încercuit)

Satelitul a fost pierdut în urma descoperirii sale în 2003. A fost recuperat în 2017 și a primit denumirea permanentă în acel an.
Datorită influenței perturbărilor, în 2019, valoarea excentricității lui Jupiter LV este 0,046, care este mai mică decât valoarea Lunii (valoarea Lunii este 0,054). Acest lucru face ca Jupiter LV să fie temporar cel mai circular satelit cu orbită neregulată din Sistemul Solar.